# キング郡 (ワシントン州)
キング郡（King County）は、アメリカ合衆国ワシントン州にある郡である。人口は226万9675人（2020年）で、ワシントン州の郡の中で最大、全米では13番目である。郡庁所在地は、州最大の都市シアトルである。郡の人口の約3分の2が、同市の郊外に住んでいる。キング郡はアメリカ合衆国で収入の多い郡トップ100位内に位置付けられている。

## 語源
キング郡は元々はワシントン準州が創設された時に副大統領だったウィリアム・R・キングにちなんで命名された。マーティン・ルーサー・キング・ジュニアにちなんだ郡の改名提案は、ロン・シムズ（シアトル出身の黒人民主党員）とブルース・レイング（郊外のレントン出身の白人共和党員）から提出された。変更に関する公聴会や投票は、行われなかった。
1986年2月24日、キング郡評議会はマーティン・ルーサー・キング・ジュニアを讃えてキング郡の改名の為に歴史的な基礎を発表する提議6461号を可決した。州は郡に特別な許可を与えられるに過ぎないため、クリスティン・グレゴワールワシントン州知事が州法5332号に署名した2005年4月19日までこの変更は公式のものとならなかった。
評議会議員ラリー・ゴセットは郡のロゴを王冠からキングの顔に変更するよう2006年2月27日に一般投票するよう州評議会を導いた。2007年3月12日、新しいロゴが、公開された。
マーティン・ルーサー・キング・ジュニアは1961年11月に2日間キング郡を訪れた。

## 歴史
キング郡はオレゴン準州法により1852年12月22日にサーストン郡から分かれて作られ、フランクリン・ピアース大統領の下で副大統領だったアラバマ州在住のウィリアム・R・キングにちなんで命名された。シアトルが1853年1月11日に郡庁所在地となった。
キング郡は元々オリンピック半島に広がっていた。歴史学者ビル・スパイデルによると、半島の禁酒法支持者がシアトルの酒場を閉鎖するよう迫ると、デイヴィッド・スウィンソン・メイナードは半島の独立運動を企み、キング郡は現在のキトサップ郡を失ったが、この娯楽産業を守った。

## 政治

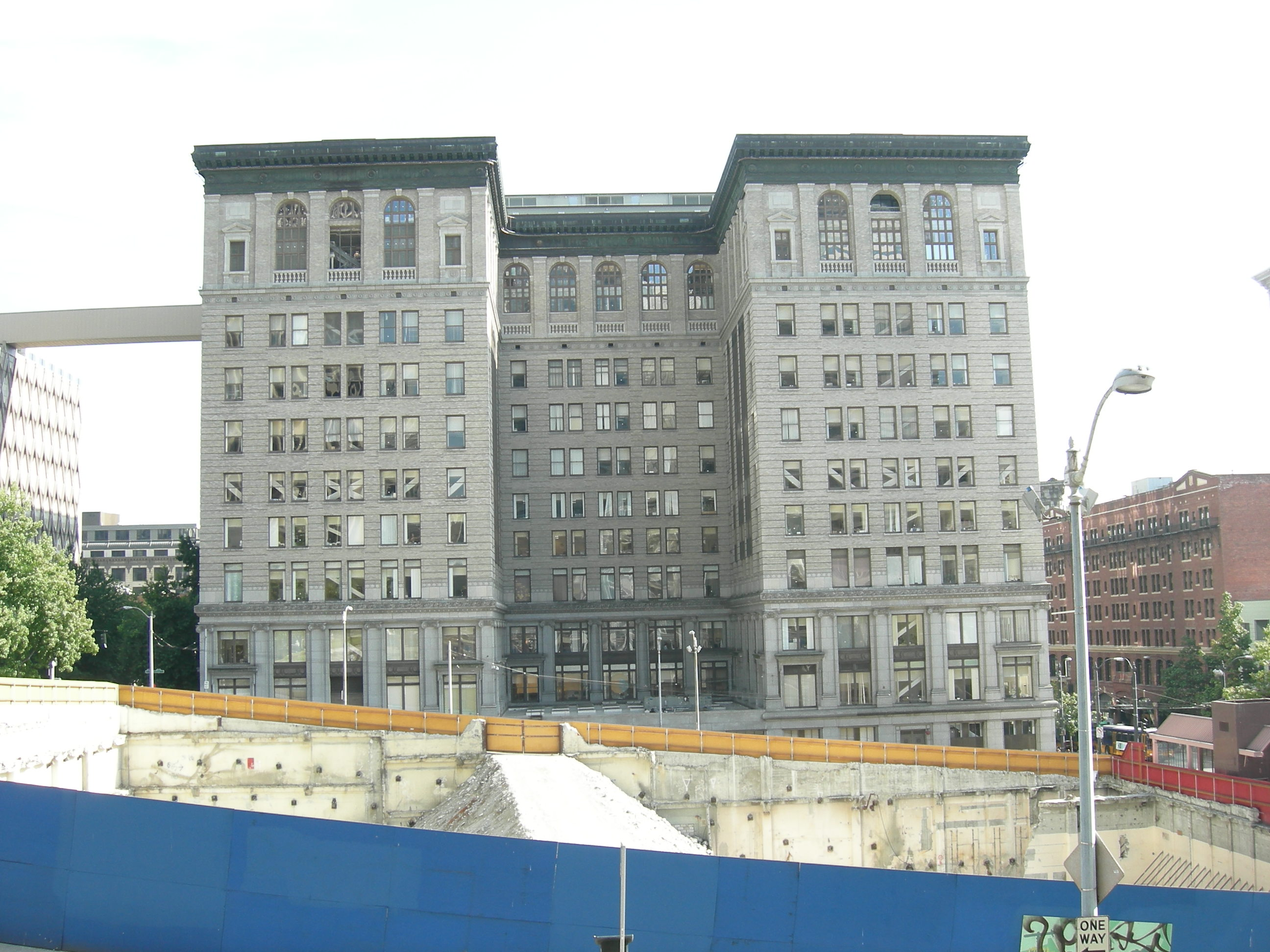
キング郡庁舎（2007年）

キング郡長官（現在はダウ・コンスタンティン）は、行政支部の長官を務めている。キング郡検察官（ダン・サターバーグ）、選挙管理委員会委員長、保安官、キング郡陪席判事は、選挙で選ばれる行政職でもある。司法権はキング郡高等裁判所とキング郡地方裁判所に付与されている。シアトルにキング郡庁舎がある。
アメリカ合衆国議会のキング郡の代議員は、ワシントン州第7選挙区と第1地区と第2地区、第8地区、第9地区から選ばれている。州法ではキング郡は第1地区、第25地区、第30地区、第31地区、第32地区、第39地区と同様に第5地区、第11地区、第33地区、第34地区、第36地区、第37地区、第41地区、第43地区、第45地区、第46地区、第47地区、第48地区の全域を含んでいる。

## 評議会議員
| - 第1区 - ボブ・ファーガソン - 第2区 - ラリー・ゴセット - 第3区 - ケイシー・ランバート | - 第4区 - ラリー・フィリップス - 第5区 - ジュリア・パターソン - 第6区 - ジェーン・ハーグ | - 第7区 - ピート・フォン・ライヒバウアー - 第8区 - ジャン・ドラゴ - 第9区 - レーガン・ダン |

## 行政
キング郡はシアトルを含み、自由主義的な行政の主要な中心地であり、民主党のとりでである。2008年の選挙で過去最大の票差である40%でバラク・オバマがキング郡ではジョン・マケインを負かした。キング郡は数回にわたる近年の接戦を制した州の選挙で民主党のために勝因となってきてもいる。2000年、マリア・キャントウェルの得票総数が現職の共和党スレイド・ゴートンの得票総数を上回ったのが、キング郡であり、キャントウェルをアメリカ合衆国上院議員にした。2004年、キング郡では民主党のクリスティン・グレゴワールが当初の集計では261票上回った共和党のディノ・ロッシを押しのけて州の僅差の州知事選挙で2度目の再計数で勝利した。ディノ・ロッシはサマミッシュの選挙の時はキング郡に住んでいた。
シアトルの東と南の郊外は、歴史的に穏健派の傾向がある。2005年の郡の長官の選挙では共和党のデイヴィッド・アイロンが、民主党のロン・シムズをシアトル以外では負かしたが、2004年にはジョン・ケリーがベルビューとレドモンドの多くで地滑り的勝利を収めた。一般に郊外は州とキング郡の中でも穏健になってきている。
2004年、州評議会の定員を13人から9人に減らす住民投票案が通過した。この結果は2005年の投票で終わる全州の郡評議会議席の定員変更に繋がった。
キング郡東部の住人には長らく分離独立し自分達の郡を作りたいと願ってきた人々がいる。この運動は1990年代半ばに最盛期を迎えた（シーダー郡 (ワシントン州)参照のこと）。この運動は近年カスケード郡として復活している。シアトル・タイムズが発行する地図によると、四つの異なる境界線が考えられている。他にも計画が（スカイコミッシュ郡 (ワシントン州)を参照のこと）あり、存在してきた。

## 地理
キング郡の面積は、ロードアイランド州の約2倍である。アメリカ合衆国国勢調査局によると郡の面積は、2307平方マイル（5974km²）である。（39ある）ワシントン州の郡の中で11番目の広さである。2126平方マイル（5506km²）は陸地で、180平方マイル（467km²）は水である。全体の7.82％が、水である。郡の最高地点は、海抜2426メートル（7959フィート）のダニエル山である。
キング郡は北はスノホミッシュ郡、西はキトサップ郡、東はキッティタス郡、南はピアース郡に接している。北東は僅かだがシェラン郡とも接している。キング郡にはピュージェット湾のヴァション島とモーリー島がある。

### 地理的特徴

#### 地形
| - カスケード山脈 - イサクアアルプス - ベーカー・スノクワルミー山国立森林 - ダニエル山：最高地点 - サイ山 | - ハーバー島 - モーリー島 - マーサーアイランド - サマミッシュ高原 - ヴァション島 |  |

#### 水域

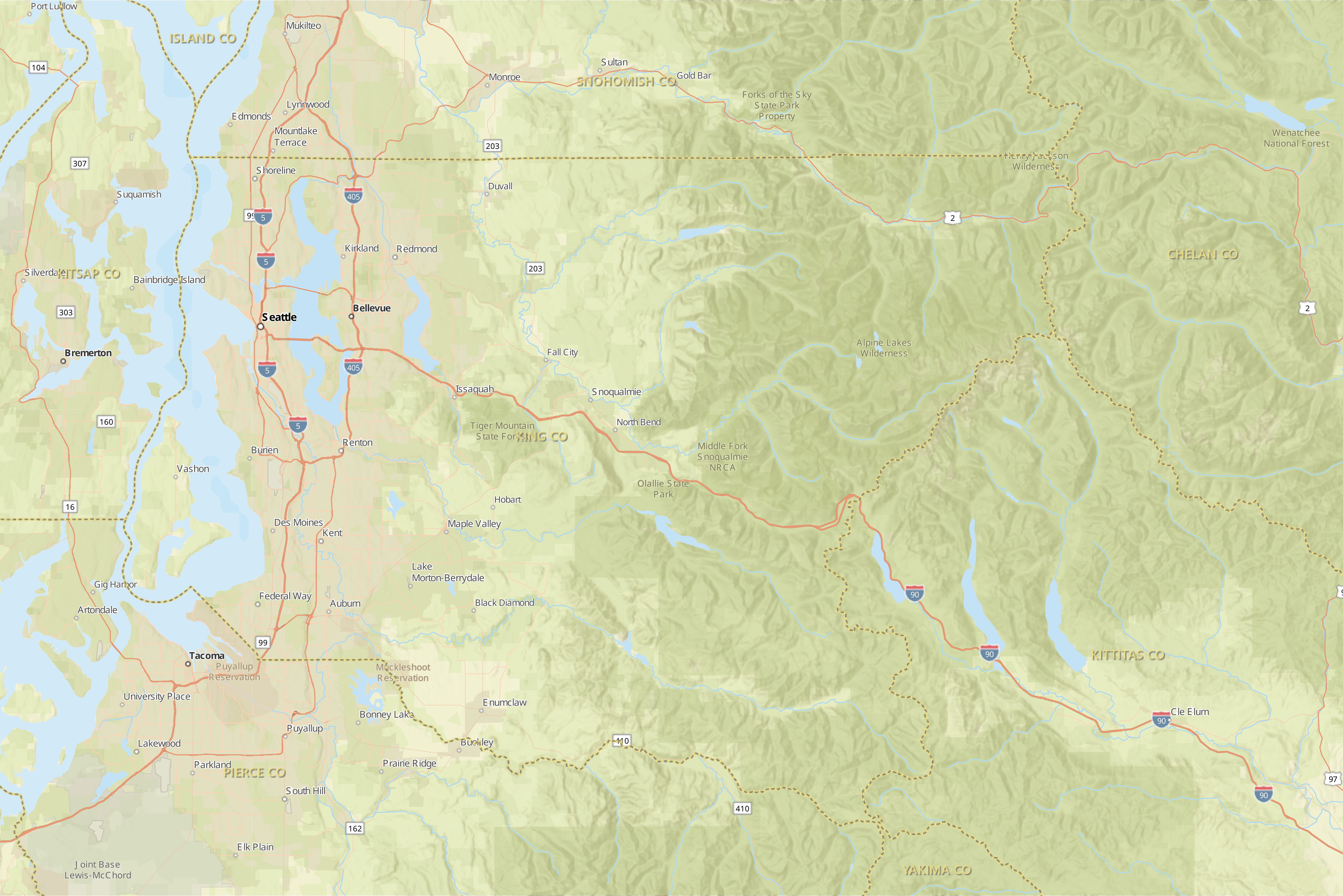
キング郡の地図

| - ピュージェット湾 - ワシントン湖 - ワシントン湖運河 - デュワミッシュ川 - ブラック川 - グリーン川 - シーダー川 - エリオット湾 - サマミッシュ湖 | - グリーンウォーター川 - トルト川 - イサクア川 - プラット川 - レイジング川 - スノクワルミ川 - テーラー川 - ホワイト川 |  |

### 主要な幹線道路
- 州間高速道路5号線
- 州間高速道路90号線
- 州間高速道路405号線
- 国道2号線
- 州道18号線
- 州道99号線
- 州道520号線
- 州道167号線

### 近隣の郡
| - スノホミッシュ郡 (ワシントン州) - 北 - シェラン郡 (ワシントン州) - 東/北東 - キッティタス郡 (ワシントン州) - 東/南東 | - ピアース郡 (ワシントン州) - 南 - キトサップ郡 (ワシントン州) - 西 |  |

### 国立保護区域
- クロンダイクゴールドラッシュ国立歴史公園（一部、スカグウェイ (アラスカ州)にも）
- スノクワルミー国立森林（一部）

## 人口統計
2010年の国勢調査によると、1,931,249人、789,232世帯、461,510家族がいた。人口密度は1平方マイルあたり817人（1平方キロメートル当たり315人）であった。住宅の数は742,237軒で、住宅密度は1平方マイルあたり349（1平方キロメートルあたり135）であった。郡の人口構成は、68.7％が白人、6.2％が黒人またはアフリカ系アメリカ人、0.8％がネイティヴアメリカン、14.6％がアジア系、0.8％が太平洋諸島系、3.9％がその他、5.0％が混血、8.9％がヒスパニックまたはラテン系であった。2000年の国勢調査によると、13.2％がドイツ系、9.1％がイギリス系、8.3％が アイルランド系、5.5％がノルウェー系となっていた。81.7％が英語を、4.2％がスペイン語を、2.3％が中国語を（あらゆる方言を含む）、1.5％がベトナム語を、1.3％がタガログ語を、1.0％が朝鮮語を第一言語として話していた。
789,232世帯のうち27.1％が18歳未満の子供と同居していて、45.3％が同居する夫婦で、9.1％が未婚の女性の世帯で、41.5％が独身であった。全世帯の31.0％が、単身の世帯で、7.50％が65歳以上の独居老人家庭であった。平均的な世帯人員は、2.40人で、平均的な家族人員は、3.05人であった。
郡の年齢別人口構成は、21.4％が18歳未満、6.7％が18歳から24歳、31.5％が25歳から44歳、26.9％が45歳から64歳、10.9％が65歳以上となっていた。平均年齢は、37.1歳であった。女性100人につき99.10人の男性がいた。18歳以上の女性100人につき97.30人の男性がいた。
2000年のワシントン州の人口重心は、キング郡のエナムクロー市にあった。
郡の世帯の標準的な収入は、68,065ドルで、家庭の標準的な収入は、87,010ドルであった。男性の標準的な収入は、女性の34,321ドルに対して45,802ドルであった。郡の一人当たりの収入は、29,521ドルであった。家庭の6.4％と人口の10.2％（18歳以下の12.5％、65歳以上の8.6％）は貧困線を下回っている。

## 都市

### 市
| - シアトル（郡庁所在地） - ベルビュー - ケント - レントン - フェデラルウェイ - カークランド - オーバーン（大部分） - レドモンド - サマミッシュ - ショアライン - ベリアン - ボセル（部分） - イサクア - デモイン - シータック - メープルヴァレー - マーサーアイランド - ケンモア | - タックウィラ - コヴィントン - スノコールミ - レイクフォレストパーク - ニューキャッスル - ウッディンビル - イーナムクロー - ミルトン（小部分） - デュバル - ノースベンド - パシフィック（大部分） - ノーマンディーパーク - ブラックダイアモンド - アルゴナ - クライドヒル - マダイナ - カーネーション |

### 町
- ハンツポイント
- スカイコミッシュ
- ヤローポイント
- ボザルビレッジ

### 国勢調査指定地域（CDP）
| - アメスレイク - ベアリング - ブリンモアスカイウェイ - カスケードフェアウッド - コテージレイク - イーストヒルメリディアン - イーストレントン高地 - イーストゲート - フォールシティ | - ホバート - イングルウッドフィンヒル - キングズゲート - マーセルスティルウォーター湖 - モートンベリーデール湖 - レイクランドノース - レイクランドサウス - リーヒル - メープルハイツ・レイクデザイア | - ミラーモント - ラヴェンスデール - リヴァーベンド - リヴァートンブールヴァードパーク - タナー - ユニオンヒル・ノヴェルティヒル - ヴァション - ウェストレイクサマミッシュ - ホワイトセンター |

## その他の共同体
この一覧は市や町、国勢調査指定地域に全体として削除すべき共同体を含んでいるかもしれない。
| - アデレード - アルペンタル - アヴォンデール - ベイン - ビターレイク - ブエナ - バートン - シーダーフォールズ - コールクリーク - カンバーランド - デニークリーク - ドクトン - ドゥワミッシュ - アールマウント - イーストユニオン - アーニーズグローヴ - フェアウッド - フォアコーナーズ - ガーシア | - グロット - ハゼルウッド - ホートン - ジュアニタ - カナスカット - カングレー - ケニーデール - クラハニー - クレイン - レイクアリス - レイクジョイ - レイクソーヤー - マクミケンハイツ - ミッドウェー - ミラーレイク - モガンヴィル - ナコ - ニューポートヒルズ | - ノースシティ - オセオラ - パーマー - ポーティッジ - プレストン - クイーンズゲート - レドンド - レドンドビーチ - リッチモンドビーチ - リッチモンドハイランズ - セレック - シーニック - ショアウッド - スプリンググレン - シルヴァンビーチ - ターレクア - トテムレイク - ワバッシュ - ワイルダーネス村 - ウッドモントビーチ |

## ゴーストタウン
| - シーダー滝 - フランクリン - ホットスプリングズ | - レスター - ナグロム - スノクウォミー滝 | - タイ - ウェリントン - ウェストン |

## 学校
| - オーバーン学区 - ベルビュー学区 - エナムクロー学区 - フェデラルウェー学区 - ハイライン学区 - イサクア学区 | - ケント学区 - ワシントン湖学区 - マーサーアイランド学区 - ノースショア学区 - レントン学区 - リヴァーヴュー学区 | - シアトル公立学校群 - ショアライン学区 - スノクウォルミー学区 - タホマ学区 - タックウィラ学区 |

## 参照
1. ↑  “CENSUS QUICK FACTS”. 2023年8月11日閲覧。
2. ↑  Sims, Ron, Motion redesignating King County's name,  オリジナルの2000-03-06時点におけるアーカイブ。 2009年9月24日閲覧。
3. ↑  Ervin, Keith (2006年2月28日). “Former governor now opposing WASL test for diploma”. The Seattle Times
4. ↑   Executive praises County Council for approval of new logo, (2007-12-29),  オリジナルの2007-11-02時点におけるアーカイブ。
5. ↑   Martin Luther King's Controversial Visit to Seattle: Rev. Samuel B. McKinney Tells the Story, UW Daily, (2000-01-06)
6. ↑  Reinartz, Kay, History of King County Government 1853–2002 2007年12月29日閲覧。
7. ↑   Milestones for Washington State History — Part 2: 1851 to 1900, HistoryLink.org, (2003-03-06)
8. ↑  Bill Speidel, Doc Maynard, The Man Who Invented Seattle (Seattle: Nettle Creek Publishing Co., 1978) (ISBN 0-914890-02-6).
9. ↑  The Seattle Times. http://seattletimes.nwsource.com/html/localnews/2002094147_gov18m.html {{cite news}}: |title=は必須です。 (説明)⚠⚠
10. ↑  King County Journal: Proposal would ease creation of new county
11. ↑  King County Journal: Calls for new county intensify - Rural rage revives drive to escape Seattle influence
12. ↑  Cascadecounty.org
13. ↑  Cascade County (GIF)
14. ↑   American FactFinder, United States Census Bureau 2008年1月31日閲覧。
15. ↑  Census.gov